# 2MASS 0835-08
2MASS 0835-08 (= 2MASS J08354256-0819237) is een bruine dwerg in het sterrenbeeld Waterslang met een spectraalklasse van L5. De ster bevindt zich 23,58 lichtjaar van de zon.